# Rudin Nako
Rudin Nako (sinh 20 tháng 5 năm 1987) là một cầu thủ bóng đá Albania hiện tại thi đấu cho FK Egnatia ở Giải bóng đá hạng nhất quốc gia Albania.